# BNT 4
BNT 4 (БНТ 4, „BNT chetiri“) ist Bulgariens internationaler Fernsehsender, der dem bulgarischen nationalen Fernsehen gehört und von diesem betrieben wird.
Die erste Ausstrahlung einer Sendung erfolgte am 2. Mai 1999 unter dem Namen TV Bulgaria. Die erste Programmdirektorin von TV Bulgaria ist Agnesa Vasileva. Das Programm begann mit Wiederholungen aus dem Archiv des BNT, bulgarischen Spielfilmen und Musikprogrammen. Das Musikkanalsignal „Sag mir meine weiße Wolke“ wurde speziell von Teodosij Spassow aufgenommen. TV Bulgaria konnte auf zwei sehr erfolgreiche eigene Produktionen zurückgreifen: „Ambassadors of Bulgaria“ und „One Flew Over the Night“.
Am 14. September 2008 wurde der Kanalname in BNT SAT geändert. Am 20. Dezember 2010 wurde der Kanal in BNT World umbenannt. Am 10. September 2018 wurde der Sender abermals umbenannt, diesmal in BNT 4. BNT 4-Sendungen können per Satellit frei ausgestrahlt werden.